# Asher Opoku-Fordjour
Pas d'image ? Cliquez ici

a Compétitions nationales et continentales officielles uniquement.

b Matchs officiels uniquement.
Dernière mise à jour le 12 décembre 2024.
Asher Opoku-Fordjour, né le 16 juillet 2004 à Coventry (Angleterre), est un joueur international anglais d'origine ghanéenne de rugby à XV jouant au poste de pilier droit ou pilier gauche avec les Sale Sharks en Premiership depuis 2023.

## Biographie

### Jeunesse et formation
Asher Opoku-Fordjour naît à Coventry, en Angleterre dans une famille ghanéenne. La plupart de sa famille vit toujours au Ghana, à Accra. Il commence à jouer au rugby à XV à l'âge de 10 ans au Broadstreet Rugby Club. Il joue d'abord au poste d'ailier, puis est déplacé en troisième ligne aile avant de finir pilier. Il rejoint ensuite les Worcester Warriors qui ne le conservent pas, puis intègre le centre de formation des Wasps. En parallèle, Il fréquente le City of Oxford College (en).

### Débuts de carrière et titres avec les moins de 20 ans anglais (2022-2024)
Au mois de novembre 2022, après la liquidation des Wasps pour des raisons financières, il s'engage avec les Sale Sharks. Durant la saison 2022-2023, il est prêté au Stourbridge RFC (en), évoluant en cinquième division anglaise, puis aux Sedgley Tigers (en) avec qui il remporte la National League 2 North (quatrième division anglaise). Au cours de cette même saison, il est également sélectionné pour la première fois en équipe d'Angleterre des moins de 20 ans par Alan Dickens (en) afin de disputer le Tournoi des Six Nations des moins de 20 ans 2023,. Puis, le nouveau sélectionneur des moins de 20 ans anglais, Mark Mapletoft, le convoque pour le Championnat du monde junior 2023. Durant cette compétition, il joue quatre matchs et son pays est éliminé en demi-finale par la France sur le score de 52 à 31,.
Il fait ensuite ses débuts avec les Sale Sharks en début de saison 2023-2024, lors d'un match de Coupe d'Angleterre remporté 47-12 contre les Bedford Blues. Puis, il joue pour la première fois en Premiership lors de la sixième journée face aux Newcastle Falcons. Il profite de sa polyvalence pour gagner du temps de jeu. En effet, son entraîneur Alex Sanderson l'utilise en tant que pilier droit ou gauche. En milieu de saison, il est appelé pour le Tournoi des Six Nations des moins de 20 ans 2024. Il joue tous les matchs de ce tournoi remporté par l'Angleterre en réalisant le Petit Chelem,. En fin de saison, il est de nouveau convoqué en équipe nationale, cette fois pour le Championnat du monde junior 2024. Les Anglais remportent tous leurs matchs et se qualifient pour la finale, où ils font face à la France, triple championne en titre. Pour cette rencontre, Asher Opoku-Fordjour est titulaire au poste de pilier gauche et les siens l'emportent 21 à 13, mettant fin à la série de victoires françaises.

### International anglais (depuis 2024)
Durant la saison 2024-2025, Asher Opoku-Fordjour s'impose dans son club et joue la plupart des matchs. Il marque notamment son premier essai lors d'une victoire 39-25 contre les Leicester Tigers. Il est alors l'un des joueurs les plus prometteurs des Sharks. Son bon début de saison lui permet d'être appelé en équipe d'Angleterre A pour affronter l'Australie A (en). Il est alors titularisé au poste de pilier gauche dans cette rencontre remportée 38-17. Dans le même temps, il est sélectionné pour la première fois en équipe d'Angleterre par Steve Borthwick pour un test match face au Japon. Il profite notamment du départ à la retraite de Joe Marler pour obtenir cette convocation. Il obtient ainsi sa première cape lorsqu'il entre en jeu à la 55e minute à la place de Will Stuart. Le XV de la Rose l'emporte 59 à 14.

## Palmarès

### En club
- Sedgley Park RUFC (en)
  - Vainqueur de la National League 2 North (quatrième division) en 2023

### En sélection nationale
- Angleterre -20
  - Vainqueur du Tournoi des Six Nations des moins de 20 ans en 2024 (Petit Chelem)
  - Vainqueur du Championnat du monde junior en 2024